# Saint-Just-Chaleyssin
Pour les articles homonymes, voir Saint-Just (homonymie).
Saint-Just-Chaleyssin est une commune française située dans le département de l'Isère en région Auvergne-Rhône-Alpes.
La commune fait partie de l'aire urbaine de Lyon. Le nom de la commune se prononce [sɛ̃.ʒɥ.ʃalesɛ̃] (sans dire le « st ») et ses habitants s'appellent les Chaleyssinois.

## Géographie

### Situation et description
Positionnée entre les villes de Vienne et de Bourgoin-Jallieu, dans la partie septentrionale du département de l'Isère, Saint-Just-Chaleyssin se présente comme un village à l'aspect essentiellement rural situé à environ 25 km au sud-est de l'aggloméartion lyonnaise.

### Communes limitrophes
Saint-Just-Chaleyssin compte six communes limitrophes dont une est située dans le département du Rhône.
|         | Chaponnay (Rhône)     | Valencin                   |
| Luzinay | Saint-Just-Chaleyssin | Saint-Georges-d'Espéranche |
|         | Septème               | Oytier-Saint-Oblas         |

### Climat
Pour des articles plus généraux, voir Climat d'Auvergne-Rhône-Alpes et Climat de l'Isère.
En 2010, le climat de la commune est de type climat océanique altéré, selon une étude du Centre national de la recherche scientifique s'appuyant sur une série de données couvrant la période 1971-2000. En 2020, Météo-France publie une typologie des climats de la France métropolitaine dans laquelle la commune est dans une zone de transition entre le climat semi-continental et le climat de montagne et est dans une zone de transition entre les régions climatiques « Bourgogne, vallée de la Saône » et « Moyenne vallée du Rhône ». 
Pour la période 1971-2000, la température annuelle moyenne est de 11,9 °C, avec une amplitude thermique annuelle de 18 °C. Le cumul annuel moyen de précipitations est de 901 mm, avec 8,8 jours de précipitations en janvier et 6,2 jours en juillet. Pour la période 1991-2020, la température moyenne annuelle observée sur la station météorologique de Météo-France la plus proche, « Luzinay », sur la commune de Luzinay à 3 km à vol d'oiseau, est de 12,7 °C et le cumul annuel moyen de précipitations est de 928,1 mm,. Pour l'avenir, les paramètres climatiques de la commune estimés pour 2050 selon différents scénarios d'émission de gaz à effet de serre sont consultables sur un site dédié publié par Météo-France en novembre 2022.
| Mois                                  | jan.          | fév.           | mars           | avril         | mai           | juin         | jui.          | août           | sep.          | oct.          | nov.            | déc.          | année     |
| ------------------------------------- | ------------- | -------------- | -------------- | ------------- | ------------- | ------------ | ------------- | -------------- | ------------- | ------------- | --------------- | ------------- | --------- |
| Température minimale moyenne (°C)     | 1             | 1,1            | 3,9            | 7             | 10,8          | 14,4         | 16,1          | 15,7           | 12,4          | 9,4           | 4,7             | 1,6           | 8,2       |
| Température moyenne (°C)              | 3,7           | 4,8            | 8,6            | 12,2          | 16,1          | 20,2         | 22,1          | 21,6           | 17,7          | 13,3          | 7,7             | 4,3           | 12,7      |
| Température maximale moyenne (°C)     | 6,5           | 8,4            | 13,3           | 17,4          | 21,3          | 25,9         | 28            | 27,5           | 22,9          | 17,3          | 10,7            | 7             | 17,2      |
| Record de froid (°C) date du record   | −10 13.01.03  | −12,9 05.02.12 | −10,5 01.03.05 | −3,4 08.04.03 | 1,5 07.05.19  | 5,5 07.06.06 | 7,5 13.07.00  | 7,9 30.08.1998 | 4,2 27.09.20  | −3,5 26.10.03 | −7,8 23.11.1998 | −14 30.12.05  | −14 2005  |
| Record de chaleur (°C) date du record | 18,5 10.01.15 | 21 23.02.20    | 24,8 30.03.17  | 29,2 21.04.18 | 33,1 24.05.09 | 39 22.06.03  | 39,6 24.07.19 | 40,3 13.08.03  | 33,8 14.09.20 | 27,7 04.10.10 | 21,5 07.11.15   | 17,2 05.12.06 | 40,3 2003 |
| Précipitations (mm)                   | 64,5          | 52,4           | 55,2           | 75,2          | 92,5          | 78,5         | 72,7          | 67,8           | 91,3          | 110,2         | 101,9           | 65,9          | 928,1     |

### Hydrographie
Le territoire de la commune est traversé la Sévenne, un petit cours d'eau de 21,8 km de long, affluent du Rhône.

### Voies de communication
Le territoire communal est traversé par la route départementale 96 (RD96).

## Urbanisme

### Typologie
Au 1er janvier 2024, Saint-Just-Chaleyssin est catégorisée commune rurale à habitat dispersé, selon la nouvelle grille communale de densité à sept niveaux définie par l'Insee en 2022.
Elle appartient à l'unité urbaine de Saint-Just-Chaleyssin, une agglomération intra-départementale regroupant deux  communes, dont elle est une commune de la banlieue,,. Par ailleurs la commune fait partie de l'aire d'attraction de Lyon, dont elle est une commune de la couronne,. Cette aire, qui regroupe 397 communes, est catégorisée dans les aires de 700 000 habitants ou plus (hors Paris),.

### Occupation des sols
L'occupation des sols de la commune, telle qu'elle ressort de la base de données européenne d’occupation biophysique des sols Corine Land Cover (CLC), est marquée par l'importance des territoires agricoles (74,5 % en 2018), une proportion sensiblement équivalente à celle de 1990 (75,1 %). La répartition détaillée en 2018 est la suivante : 
zones agricoles hétérogènes (30 %), prairies (28,2 %), terres arables (16,3 %), forêts (15,7 %), zones urbanisées (7,9 %), zones industrielles ou commerciales et réseaux de communication (1,8 %). L'évolution de l’occupation des sols de la commune et de ses infrastructures peut être observée sur les différentes représentations cartographiques du territoire : la carte de Cassini (XVIIIe siècle), la carte d'état-major (1820-1866) et les cartes ou photos aériennes de l'IGN pour la période actuelle (1950 à aujourd'hui).

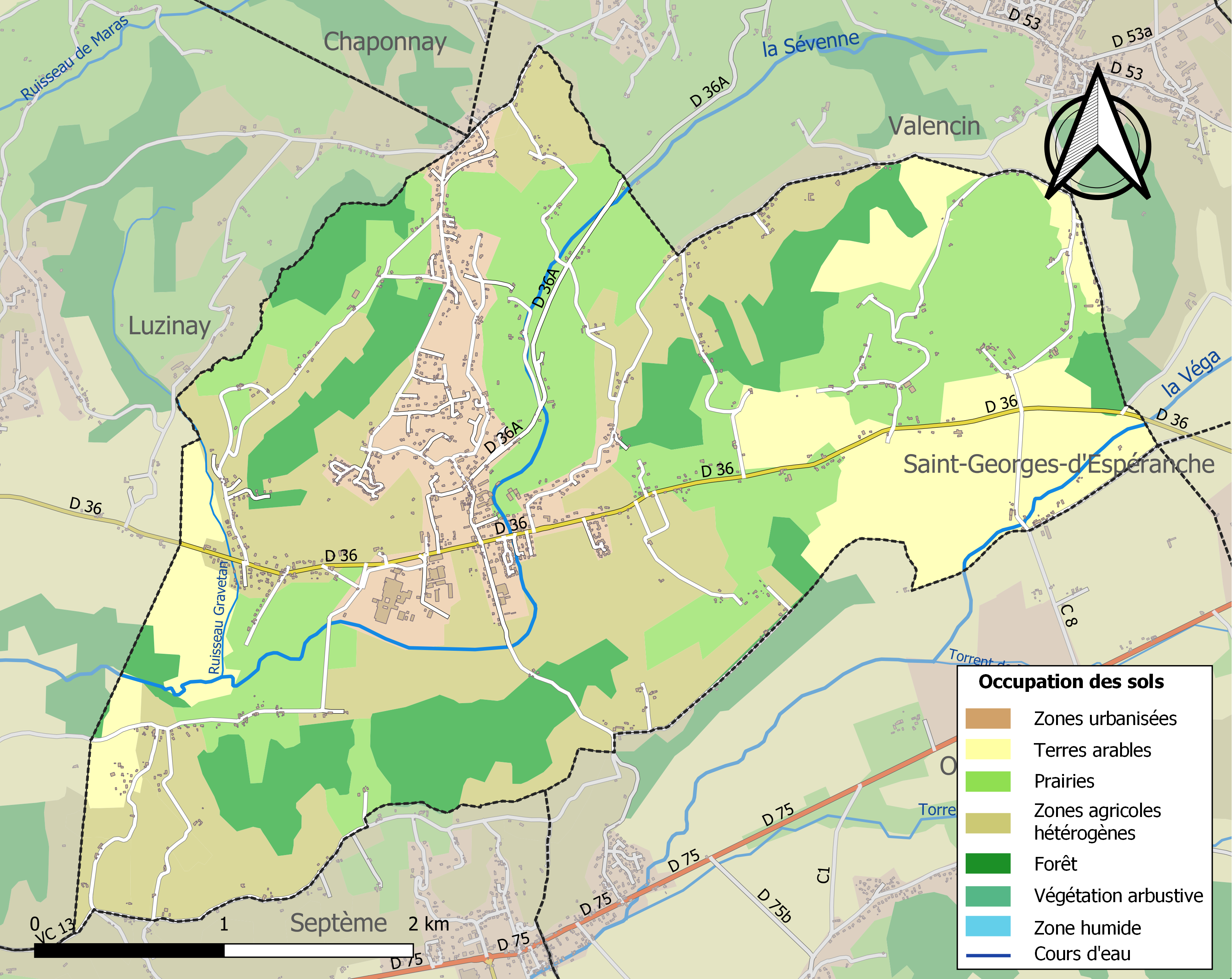
Carte des infrastructures et de l'occupation des sols de la commune en 2018 (CLC).

### Risques naturels et technologiques majeurs

#### Risques sismiques
L'ensemble du territoire de la commune de Saint-Just-Chaleyssin est situé en zone de sismicité n°3 (sur une échelle de 1 à 5), comme la plupart des communes de son secteur géographique.
| Type de zone | Niveau            | Définitions (bâtiment à risque normal) |
| ------------ | ----------------- | -------------------------------------- |
| Zone 3       | Sismicité modérée | accélération = 1,1 m/s2                |

## Histoire
La commune a été créée entre 1790 et 1794 par la fusion de Saint-Just et Chaleyssin.

## Politique et administration

### Liste des maires
| Période                                  | Période   | Identité              | Étiquette    | Qualité |
| ---------------------------------------- | --------- | --------------------- | ------------ | --- |
| 1923                                     | 1929      | Jacques Christophe    |              | |
| 1929                                     | 1944      | Jean Baptiste Germain |              | |
| 1944                                     | 1947      | Marcel Perrier        |              | |
| 1947                                     | 1968      | Fernand Rey           |              | |
| 1968                                     | 1971      | Pierre Odet           |              | |
| 1971                                     | juin 1995 | Bernard Saugey        | UDF puis UMP | Administrateur de journaux Député (1993-1997) Sénateur (2001-2017) Conseiller général du canton d'Heyrieux (1973-2011) Président du conseil général de l'Isère (1998-2001) |
| juin 1995                                | mars 2013 | Raymond Berthier      | DVD          | |
| mars 2013                                | En cours  | Isabelle Saugey-Hugou | DVD          | Cadre |
| Les données manquantes sont à compléter. |           |                       |              | |

### Jumelages
La ville est jumelée avec :
- Incisa Scapaccino (Italie) depuis 1972[17]

## Population et société

### Démographie
L'évolution du nombre d'habitants est connue à travers les recensements de la population effectués dans la commune depuis 1793. Pour les communes de moins de 10 000 habitants, une enquête de recensement portant sur toute la population est réalisée tous les cinq ans, les populations de référence des années intermédiaires étant quant à elles estimées par interpolation ou extrapolation. Pour la commune, le premier recensement exhaustif entrant dans le cadre du nouveau dispositif a été réalisé en 2008.

En 2022, la commune comptait 2 678 habitants, en évolution de +6,02 % par rapport à 2016 (Isère : +3,07 %, France hors Mayotte : +2,11 %).
| 1793 | 1800 | 1806 | 1821 | 1831 | 1836 | 1841 | 1846 | 1851 |
| ---- | ---- | ---- | ---- | ---- | ---- | ---- | ---- | ---- |
| 544  | 584  | 640  | 770  | 893  | 949  | 977  | 982  | 924  |

| 1856 | 1861 | 1866 | 1872 | 1876 | 1881 | 1886 | 1891 | 1896 |
| ---- | ---- | ---- | ---- | ---- | ---- | ---- | ---- | ---- |
| 912  | 905  | 910  | 867  | 849  | 792  | 767  | 748  | 675  |

| 1901 | 1906 | 1911 | 1921 | 1926 | 1931 | 1936 | 1946 | 1954 |
| ---- | ---- | ---- | ---- | ---- | ---- | ---- | ---- | ---- |
| 664  | 652  | 648  | 595  | 591  | 585  | 557  | 537  | 521  |

| 1962 | 1968 | 1975 | 1982  | 1990  | 1999  | 2006  | 2008  | 2013  |
| ---- | ---- | ---- | ----- | ----- | ----- | ----- | ----- | ----- |
| 559  | 658  | 876  | 1 527 | 1 848 | 2 242 | 2 402 | 2 450 | 2 421 |

| 2018  | 2022  | - | - | - | - | - | - | - |
| ----- | ----- | - | - | - | - | - | - | - |
| 2 611 | 2 678 | - | - | - | - | - | - | - |

### Enseignement
La commune est rattachée à l'académie de Grenoble.

### Associations sportives
- CVL38FC : club de football de la commune créé en 2009. Le club est issu d'une fusion avec Luzinay et Valencin. Il compte presque 200 licenciés dont 70 % de jeunes. Ses couleurs sont le noir et le blanc[22]. Le président actuel est M.Cyril Fazio, ancien défenseur central de l'équipe senior.
- Sevenne Basket : fusion de deux clubs Luzinay et Saint-Just Chaleyssin. 14 équipes 150 licenciés. couleurs blanc et bleu[23].

### Autres associations
- Le Comité des fêtes est un soutien pour les 40 associations locales, il organise des manifestations tout au long de l'année : Vid'jouet, soirées dansantes, forum des associations, Téléthon, etc.[24] ;
- Le Rupteur Club est le moto club du Nord-isère basé à Saint-Just-Chaleyssin, impliqué dans la vie associative locale[25] ;
- Dipajesse est une association venant en aide aux enfants atteints de maladies rares.

### Médias
Historiquement, le quotidien à grand tirage Le Dauphiné libéré consacre, chaque jour, y compris le dimanche, dans son édition du Nord-Isère (édition de Vienne), un ou plusieurs articles à l'actualité du canton et quelquefois de la commune, ainsi que des informations sur les éventuelles manifestations locales, les travaux routiers, et autres événements divers à caractère local.

## Culture et patrimoine

### Lieux et monuments
- La chapelle Saint-Just, des XIIe et XIIIe siècles, fait l'objet d'une inscription au titre des monuments historiques par arrêté du 29 janvier 1991[26].
- Église Saint-Pierre de Chaleyssin.

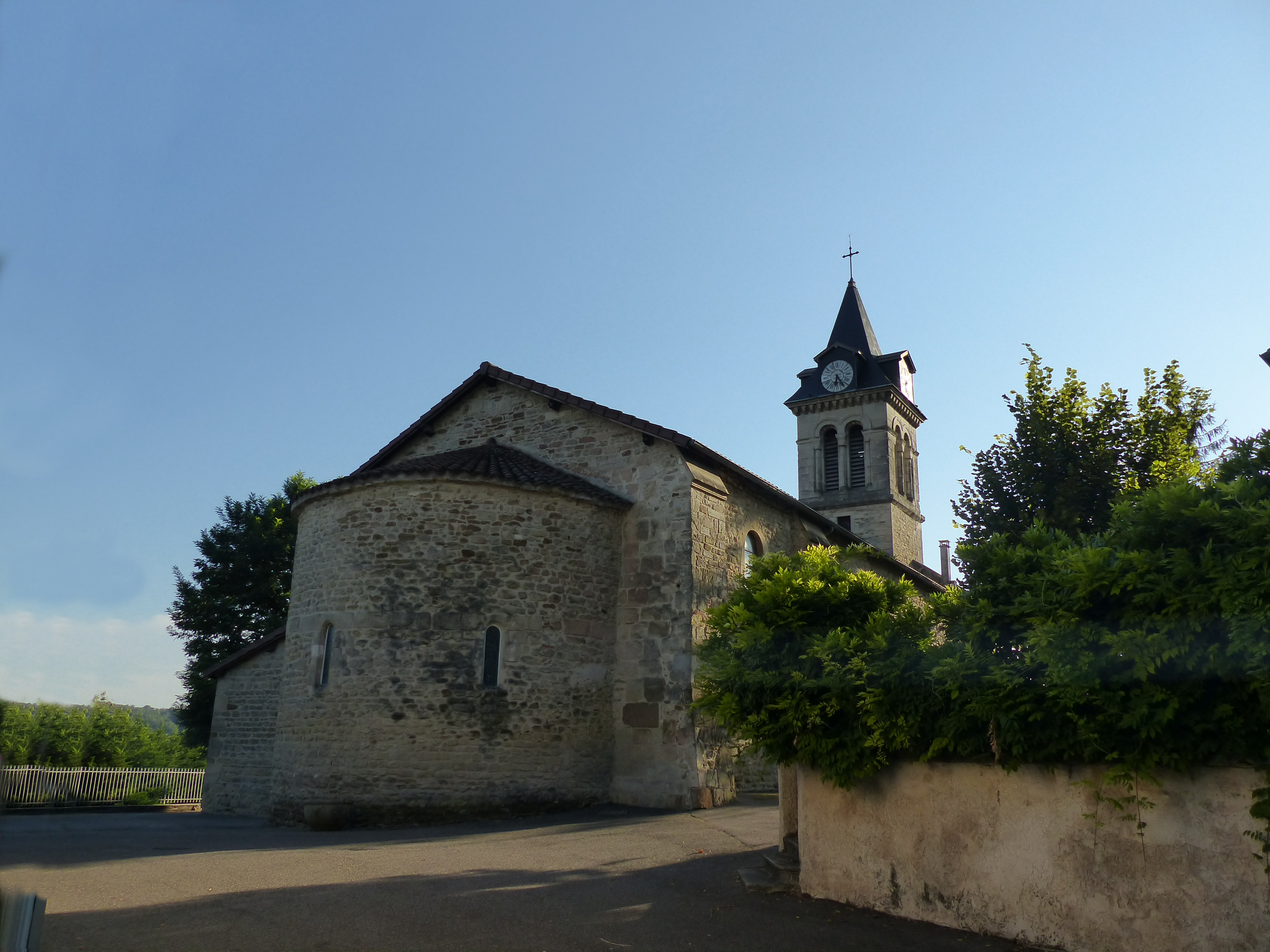
L'église Saint-Pierre.
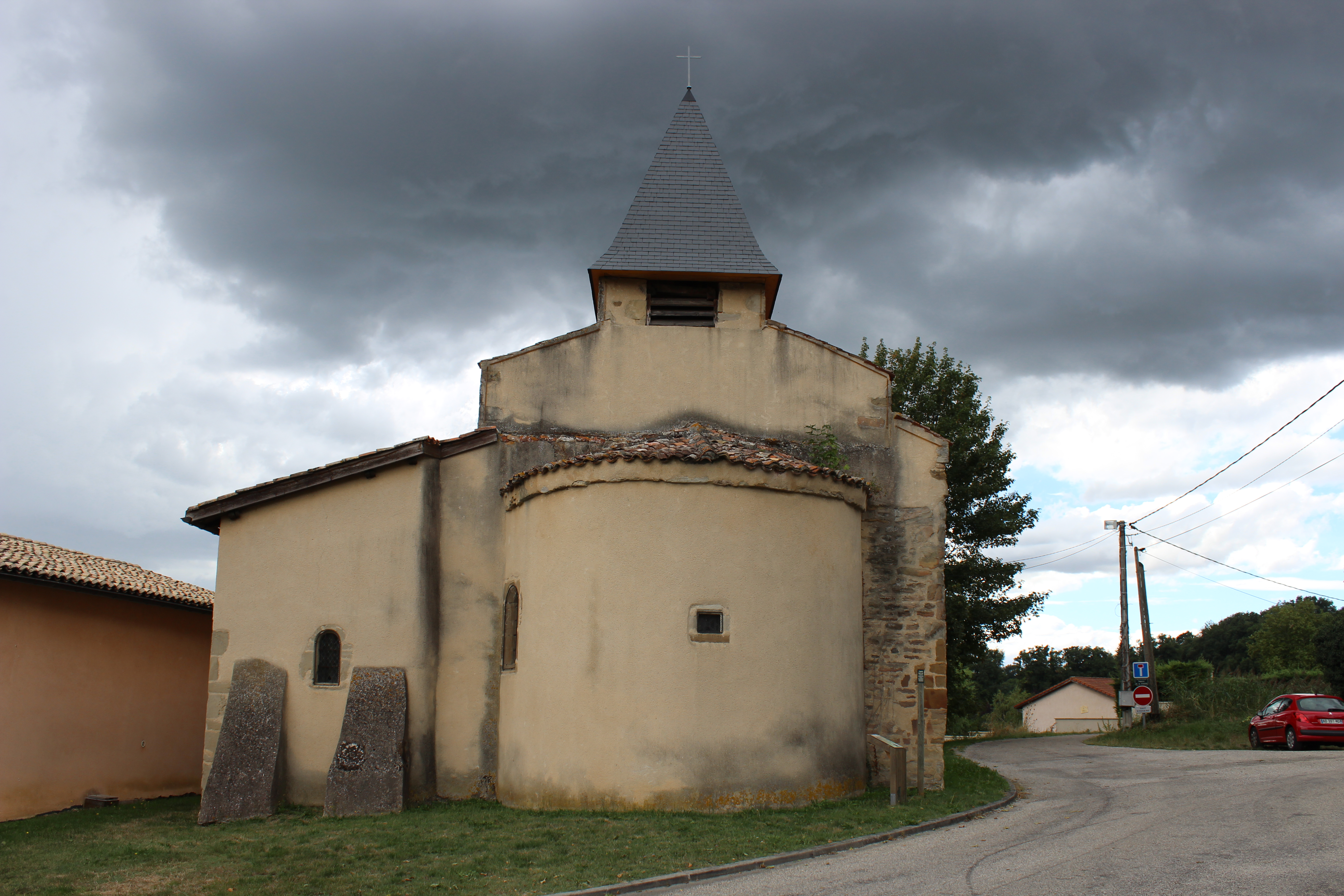
La chapelle Saint-Just.

### Personnalités liées à la commune
- Bernard Saugey, maire de Saint-Just-Chaleyssin de 1971 à 1995, président du Conseil départemental de l'Isère de 1998 à 2001, sénateur de l'Isère depuis 2001

### Héraldique
| Blason de Saint-Just-Chaleyssin | Blason  | Écartelé : au premier d'azur au chevron d'or au chef parti au I d'or, au II d'argent ; au deuxième de gueules à bande d'or chargée de trois cloches d'azur bataillées du même; au troisième de sable à trois trangles d'or ; au quatrième d'azur trois coquilles d'or posées 2 et 1, au chef d'argent. |
| Blason de Saint-Just-Chaleyssin | Détails | Le statut officiel du blason reste à déterminer. |